# Landi Swanepoel
Landi Swanepoel (ur. 8 października 1979) – południowoafrykańska modelka.